# Дель Коронадо
Отель «Дель Коронадо» (Hotel del Coronado) находится в городе Коронадо (штат Калифорния, США) и расположен на берегу Тихого океана.
14 октября 1971 года отель «Дель Коронадо» был внесён в Национальный реестр исторических мест США под номером 71000181, а 5 мая 1977 года он получил статус Национального исторического памятника США.

## История

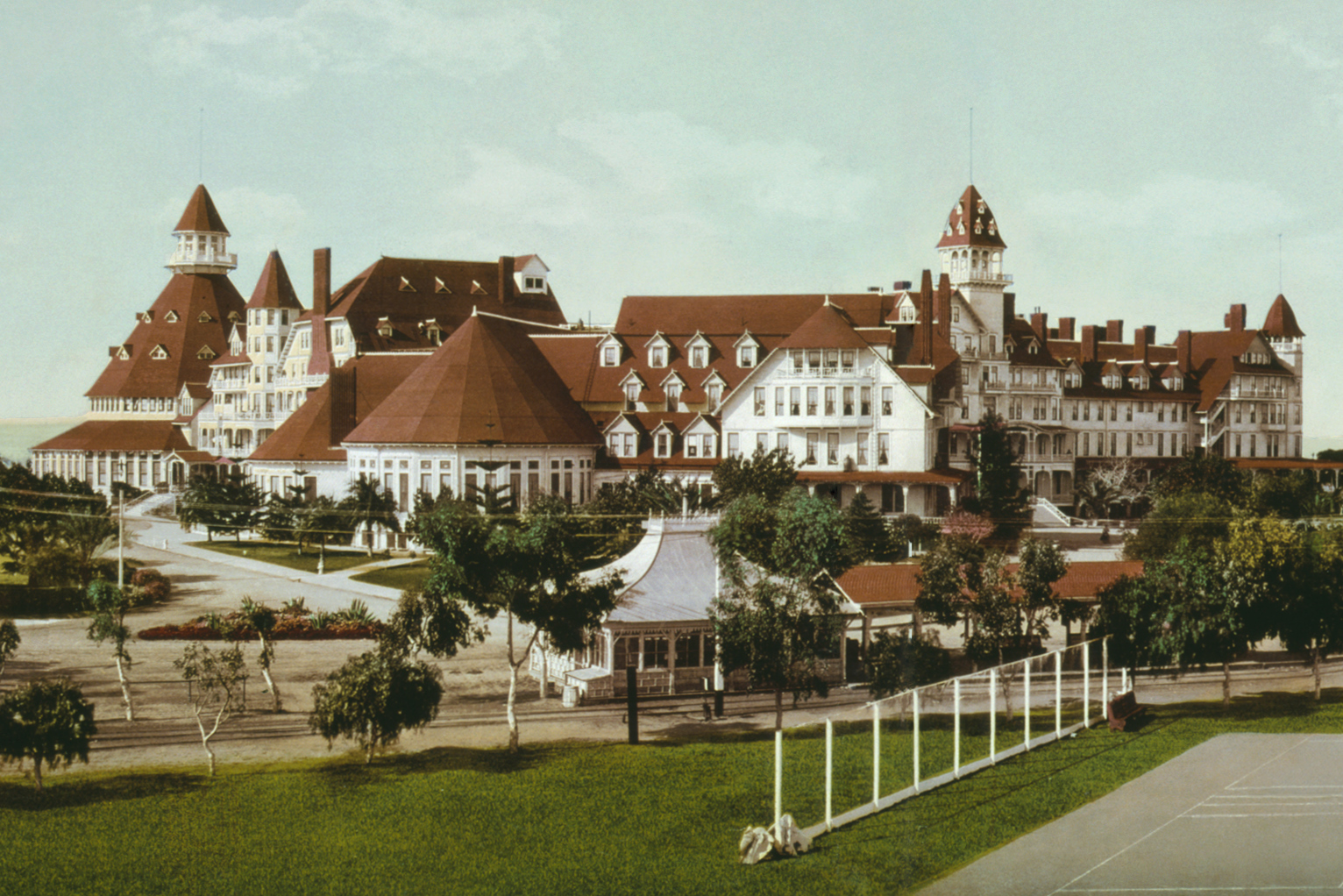
Отель «Дель Коронадо» (около 1900 года)

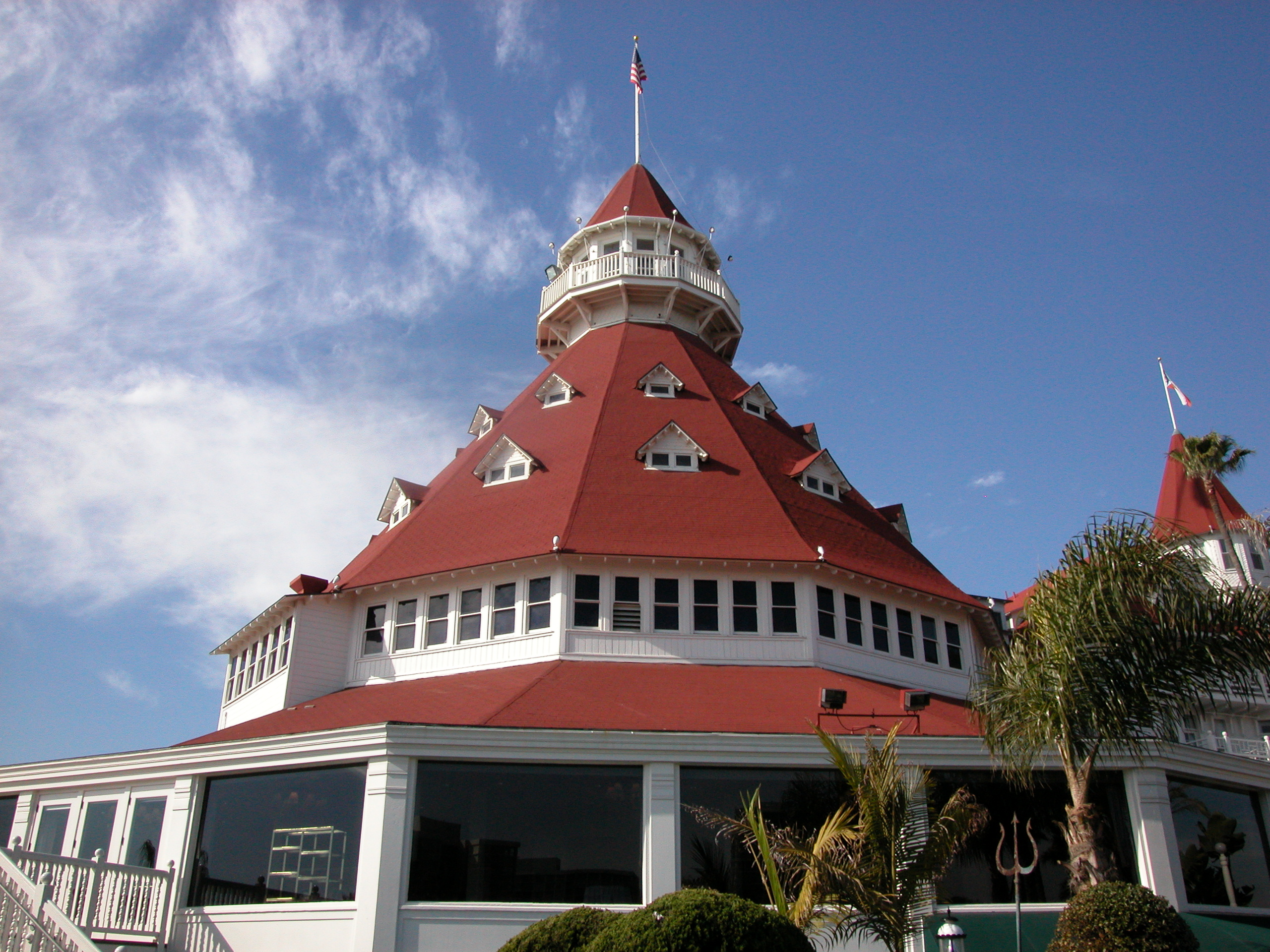
Башня главного здания отеля

Строительство отеля было начато в марте 1887 года. Отель принял первых постояльцев в феврале 1888 года, ещё до полного окончания строительства. В первый совет директоров управляющей отелем компании Coronado Beach Company вошли Элайша Сперр Бэбкок, Джон Дидрих Спрекелс, Чарльз Хайнд, H. W. Mallett и Джилс Келлог.
В то время отель «Дель Коронадо» считался самым большим зданием за пределами Нью-Йорка, в котором использовалось электрическое освещение. Система освещения отеля была разработана под непосредственным руководством Томаса Эдисона.
Отель «Дель Коронадо» стал популярным местом отдыха у знаменитостей. К началу 1920-х годов в нём останавливались многие известные актёры, среди которых были Дуглас Фэрбенкс, Рудольф Валентино, Чарли Чаплин, Кларк Гейбл, Эррол Флинн, Мэй Уэст и другие.
В 1920 году в отеле останавливался Эдуард, принц Уэльский (в будущем король Эдуард VIII). Высказывались предположения, что именно там он мог в первый раз встретиться со своей будущей женой Уоллис Симпсон, из-за намерения жениться на которой он потом отказался от престола.
В 1927 году в отеле проводилось чествование американского лётчика Чарльза Линдберга по поводу его успешного трансатлантического перелёта.
В 1958 году отель «Дель Коронадо» стал местом съёмок фильма «Некоторые любят погорячее» (англ. Some like it hot, в советском и российском прокате — «В джазе только девушки»). При этом, согласно сценарию, действие происходило в вымышленном отеле «Seminole-Ritz», расположенном не в Калифорнии, а в Майами (штат Флорида).
Среди президентов США, побывавших в отеле, были Бенджамин Гаррисон, Уильям Говард Тафт, Франклин Делано Рузвельт, Линдон Джонсон, Ричард Никсон, Джеральд Форд, Джимми Картер, Рональд Рейган, Джордж Буш-старший, Билл Клинтон, Джордж Буш-младший и Барак Обама.